# Usina Hidrelétrica de Jirau
A Usina Hidrelétrica de Jirau é uma usina hidrelétrica, construída no Rio Madeira, a 120 km de Porto Velho, em Rondônia. Tem um reservatório com uma área de 361,6 km² quando está com seu volume máximo. Tem capacidade instalada de 3.750 MW, (sendo 2.184 MW assegurados) e faz parte do Complexo do Rio Madeira. A construção esteve a cargo do consórcio "ESBR - Energia Sustentável do Brasil", formado pelas empresas Suez Energy (GDF Suez, atual Engie) (50,1%), Eletrosul (20%), Chesf (20%) e Camargo Corrêa (9,9%). A usina, juntamente com a de Santo Antônio, foi inaugurada no fim de 2016 e foram consideradas fundamentais para o suprimento de energia elétrica no Brasil a partir de meados de 2013 e estiveram entre as obras mais importantes do Governo Federal.
A hidrelétrica entrou em operação comercial em setembro de 2013, após instalação de suas 50 turbinas. A Chesf e a Eletrosul permaneceram com 20% de participação no capital social da ESBR. Já a participação da Engie (GDF Suez) foi ampliada para 60% com a compra da fatia da Camargo Corrêa em 2012, sendo reduzida para 40% em decorrência da venda de 20% de ações para a Mizha Participações (subsidiária da empresa japonesa Mitsui).

## Financiamento
O Banco Nacional de Desenvolvimento Econômico e Social (BNDES) foi o maior financiador da obra, combinando financiamento direto com repasses através de outras instituições financeiras – Banco do Brasil, Banco do Nordeste, Caixa Econômica Federal, Bradesco e Itaú Unibanco.
O BNDES aprovou em fevereiro de 2009 um financiamento de 7,2 bilhões de reais para o projeto, não obstante o total investido tenha sido de 19 bilhões de reais, o que representa o maior valor da história do banco para o financiamento de um único projeto .

## Leilão de concessão
O leilão de concessão para construção da usina foi realizado em 19 de maio de 2008. O preço inicial foi de 91 reais por megawatt hora (MWh), sendo que o grupo vencedor, o consórcio Energia Sustentável do Brasil, ofereceu o preço de 71,40 reais por MWh, um deságio de 21,5%. As previsões eram de que o deságio fosse de apenas 10%. O projeto é uma das maiores obras do Programa de Aceleração do Crescimento (PAC)., como uma alternativa de atender a demanda de energia do setor elétrico brasileiro e seria capaz de atender a cerca de 40 milhões de pessoas. 
A composição do consórcio Energia Sustentável do Brasil é formado pela Suez Energy South America Participações Ltda., com 50,1%; Camargo Correa Investimentos em Infra-Estrutura S/A, com 9,9%; Eletrosul Centrais Elétricas S/A, com 20%; e Companhia Hidro Elétrica do São Francisco - Chesf, com 20%. O grupo vencedor informou após o leilão que pretendia antecipar o início das operações de janeiro de 2013 para março de 2012, sendo que a previsão era de que a obra custasse 8,7 bilhões de reais, dos quais 2,5 bilhões de dólares seriam recursos dos participantes do consórcio e o restante seria obtido via financiamento com o BNDES. O empreendimento está situado a 120 km de Porto Velho, em uma área de mata densa, o que traz dificuldades adicionais para a construção.
Inicialmente, o projeto contemplava uma potência instalada de 3.300 MW e 44 turbinas tipo Bulbo. No entanto, após conseguir autorização para elevar para 50 o número de máquinas, a usina passou a ter capacidade instalada de 3.750 MW. 

## Características
A usina tem um total de 50 turbinas do tipo bulbo e foi inaugurada em dezembro de 2016. Terá capacidade instalada para gerar 3.750MW. Seu reservatório vai alagar uma área de 108 quilômetros quadrados.  Para o governo, essa é uma evolução, pois na mesma região há usinas com menor potência e que provocaram o alagamento de áreas maiores.
Na construção, um dos problemas a ser resolvido é como tratar os resíduos sólidos maiores que descem pelo rio (estima-se que cerca de 1.600 troncos de árvores desçam diariamente pelo rio). O contrato prevê que os troncos não podem ser devolvidos ao rio, nem ser usados com fins lucrativos.

## Operação
Em 28 de janeiro de 2010 o consórcio construtor informou o novo cronograma de operação, prevendo o início de funcionamento da primeira das 46 turbinas do tipo bulbo para março de 2012 e o pleno funcionamento da usina para novembro do mesmo ano.
Em 06 de setembro de 2013, ocorreu o início da operação comercial, quando a Unidade Geradora 29 se tornou a primeira a gerar energia comercial.
Em dezembro de 2014, 21 unidades geradoras estavam em operação comercial. Em junho de 2015, o número de unidades geradoras subiu para trinta e três.Cada Unidade Geradora (UG) tem capacidade para produção de 75 MW de energia
A 50ª e última unidade geradora começou a operar no dia 23 de novembro de 2016.
Em 16 de dezembro de 2016, a usina foi inaugurada.
A energia de Jirau é distribuída ao Sistema Interligado Nacional por meio do linhão de corrente contínua, que liga a subestação coletora de Porto Velho à cidade de Araraquara (SP).
Em janeiro de 2021, a Energia Sustentável do Brasil (ESBR), mudou de nome, passando a se chamar Jirau Energia. O consórcio é o quarto maior geradora de energia elétrica do Brasil, depois de Itaipu Binacional, Belo Monte e Tucuruí.

## Impactos regionais
Há estimativa que a construção da usina tenha injetado na economia de Rondônia 42 bilhões de reais em seis anos, contribuindo para elevar - em conjunto com a Usina de Santo Antônio - Porto Velho de cidade média a cidade grande. Em 2008, já se observavam efeitos positivos no comércio, na rede hoteleira, no emplacamento de veículos e no setor imobiliário. A construção da usina não resultou apenas em dinamismo econômico, mas também em um grande incremento populacional. De acordo com o censo demográfico de 2000, a região de Porto Velho possuía 398,1 mil habitantes, de acordo com o censo de 2010, já com o andamento das obras, a população dessa região chegava aos 513,8 mil habitantes, um incremento de mais de 25% ao longo de uma década, muito acima da média brasileira no período (12,3%) e mesmo de todo o estado (13,1%). Pelas estimativas do IBGE, em 2017, a população para essa região chegava aos 623,8 mil moradores.
De setembro de 2013 a dezembro de 2020, foram pagos R$ 467,6 milhões a título de Compensação Financeira pela Utilização de Recursos Hídricos (CFURH), ao município de Porto Velho, ao Estado de Rondônia e ao Governo Federal.

## Impacto socioambiental
O empreendimento coloca em situação de risco as populações tradicionais, povos indígenas isolados e os ecossistemas amazônico.Todavia, sob forte pressão política, o Instituto Brasileiro do Meio Ambiente e dos Recursos Naturais Renováveis (Ibama) concedeu uma Licença Prévia (LP) ao empreendimento, em julho de 2007, contrariando a posição dos técnicos do órgão. Em maio de 2008, o consórcio Energia Sustentável do Brasil venceu o leilão de venda de energia de Jirau, com deságio de 21% (R$71,40 por MWh).  Logo após o leilão, o consórcio, liderado pela Engie (ex-GDF Suez),  anunciou a mudança do local da construção da usina, sob a alegação de reduzir os custos de construção. Assim, decidiu-se transferir a barragem do local inicialmente previsto para um ponto situado a 9,2 km rio abaixo, sem qualquer estudo de impacto ambiental prévio. Ainda em razão de pressões políticas, o Ibama concedeu, em novembro de 2008, uma Licença de Instalação (LI) "parcial" - figura inexistente na legislação -, para instalação do canteiro de obras, apenas.  A licença de instalação definitiva da construção seria afinal concedida em junho do ano de 2009. 
Em 6 de março de 2009, a Secretaria de Desenvolvimento Ambiental de Rondônia cancelou a autorização para as obras da usina, sob a alegação de que o deslocamento da barragem da hidrelétrica afetaria em mais 4 km² a Floresta Estadual de Rendimento Sustentável Rio Vermelho A, localizada na margem esquerda do rio Madeira.  O governador Ivo Cassol também fez críticas ao consórcio por comprar madeira fora do estado, o que prejudicaria os interesses do estado. O secretário de Desenvolvimento Ambiental, porém, minimizou a questão, afirmando que o cancelamento da autorização da obra não significaria a suspensão dos trabalhos de construção, e que não existiria qualquer conotação política no caso, já que  a construção da usina é do interesse do estado.
Em fevereiro de 2009, o órgão local do Ibama já havia embargado parte do canteiro de obras, pois a obra partia de um ponto fora da área autorizada. O órgão ambiental multou o consórcio em 975 mil reais pela construção, além de já ter aplicado anteriormente multa de 475 mil reais pelo desmatamento de floresta nativa em Área de Preservação Permanente.
Em seu site, o consórcio Energia Sustentável informa os investimentos realizados em Jirau, a título de compensações sociais. 
As obras foram paralisadas em maio de 2009 devido à expiração da licença de instalação "parcial", emitida pelo Ibama. Em 3 de junho, o Ibama concedeu a licença ambiental definitiva, liberando a retomada da obra. O Ministério Público Federal e o Ministério Público do estado de Rondônia entraram com ação contra o presidente do Ibama, Roberto Messias Franco, sob a alegação de que a licença concedida para a obra foi dada em desacordo com a legislação ambiental e de licitações.
Em julho de 2009, cerca de 300 manifestantes interromperam a estrada que dá acesso às obras, em protesto contra autuações ambientais do Ibama em uma região a 100 km do local, onde havia extração ilegal de madeira.

### Críticas internacionais
Em 14 de março de 2009, o Brasil foi condenado simbolicamente pelo Tribunal da Água - uma corte de ética dentro do Fórum Mundial da Água realizado em Istambul - por construir as duas usinas no rio Madeira, as quais ameaçam a vida da população indígena, além de alterar os ciclos fluviais e a biodiversidade.
A Bolívia expressou sua preocupação com o impacto ambiental e sanitário que as usinas de Santo Antônio e Jirau poderão causar, tendo em vista a proximidade de sua construção com a fronteira daquele país (100 km). Há preocupação com a proliferação de doenças como dengue e malária devido aos lagos que serão formados. Confirmando as preocupações do governo boliviano, em agosto de 2009 foi anunciado que os casos de malária no distrito de Jaci-Paraná (distrito de Porto Velho) aumentaram 63,6%, nos sete primeiros meses de 2009 em relação ao mesmo período do ano anterior,  ainda que a autoridade sanitária reconheça o fato de a população da região ter triplicado.

## Motim

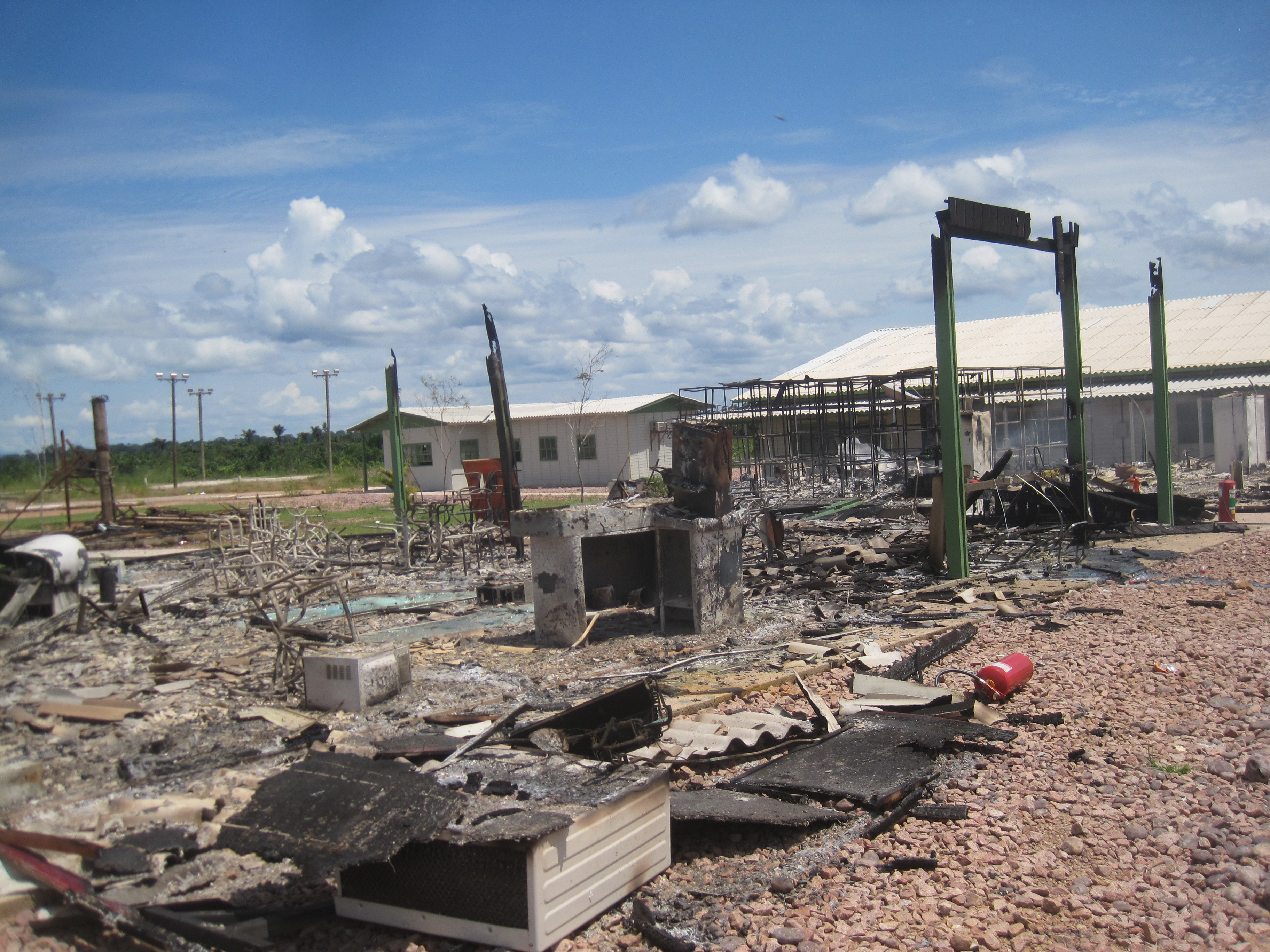
Alojamentos destruidos

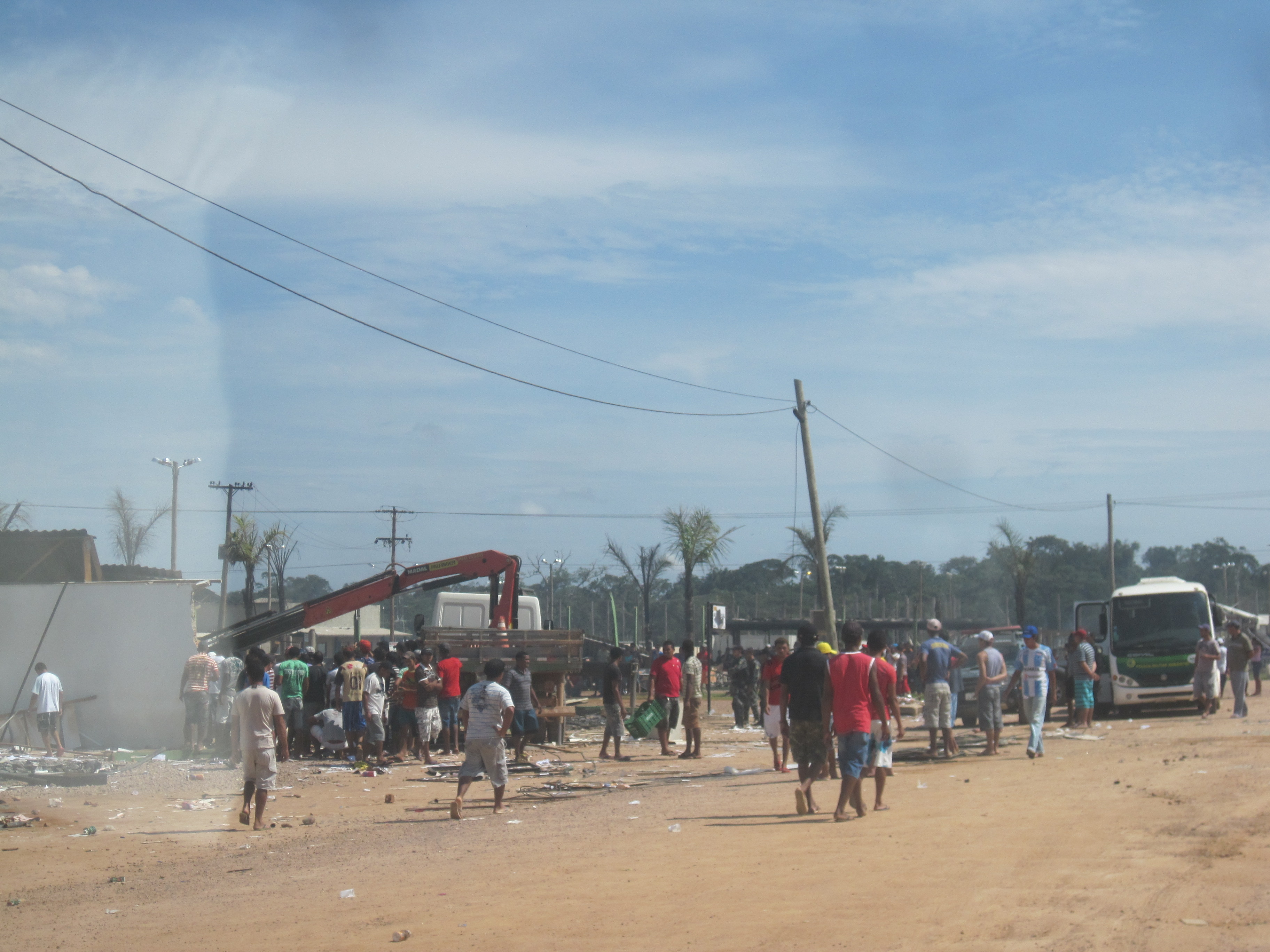
Destruição causada

- No dia 15 de março de 2011, iniciou-se um motim entre os trabalhadores empregados na construção da usina. Eles protestavam contra as  condições de trabalho e segurança. Declararam que há trabalhadores morrendo de malária. "Os funcionários nos relatam constantemente inúmeros desmaios por dia em plena obra, sendo que os ambulatórios não possuem médicos. E o pior: permanecem sob observação por dez minutos e, depois, são obrigados a retornar ao trabalho", declarou a irmã Maria Ozânia da Silva, coordenadora da Pastoral do Migrante em Rondônia. Segundo os trabalhadores, a confusão começou quando um operário, que não tinha autorização para deixar o canteiro, tentou embarcar num dos ônibus que transportam os funcionários, e foi impedido pelo motorista. Por causa do motim, cerca de 35 trabalhadores foram presos. [31]

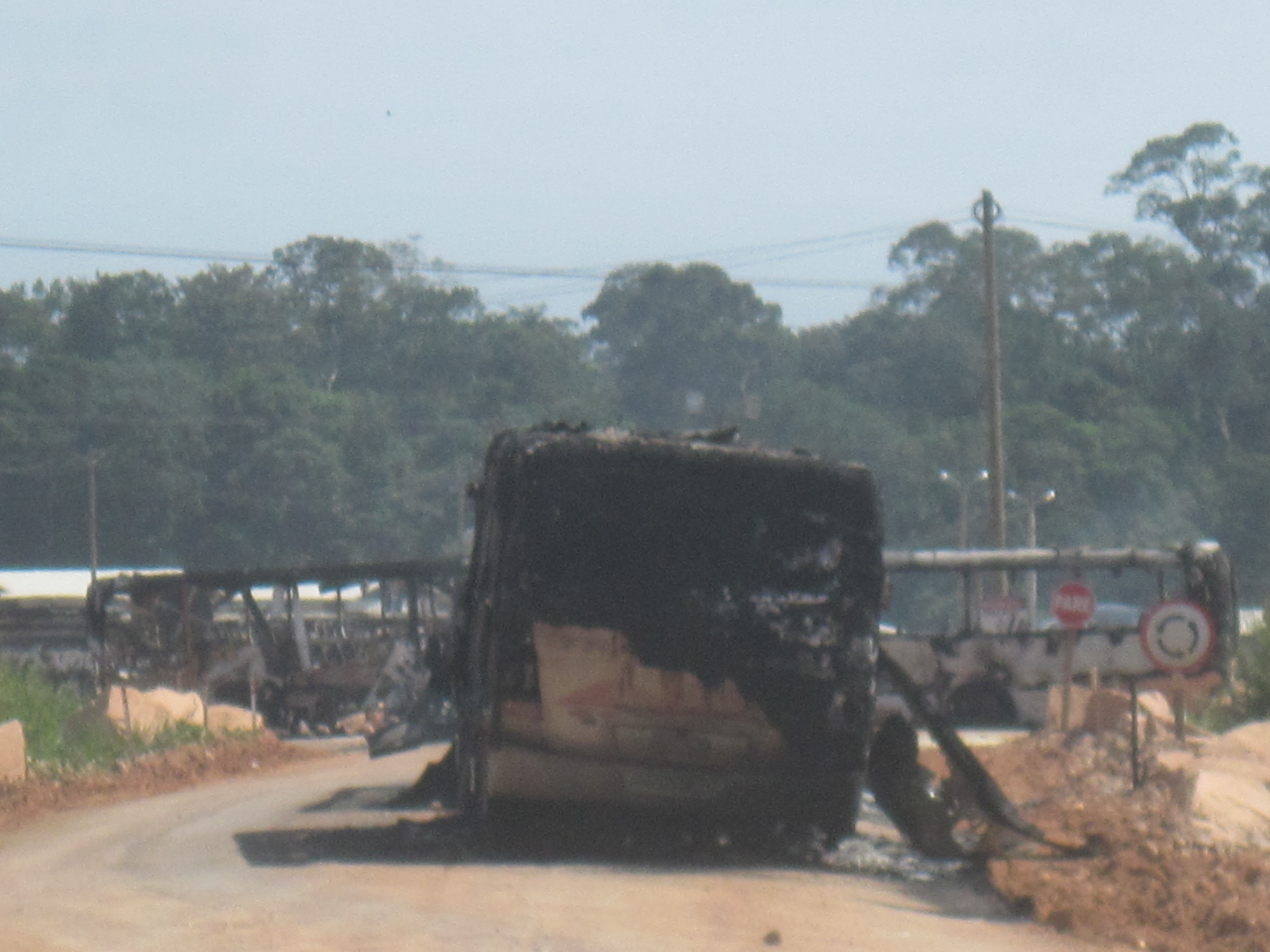
Onibus incendiados

Na ocasião, 45 ônibus que faziam o transporte dos trabalhadores e 35 alojamentos foram queimados ou destruídos. Outras 30 instalações da usina foram danificadas, segundo a Secretaria da Segurança de Rondônia. Na manhã 17 de março de 2011, operários deixaram o canteiro de obras da hidrelétrica dizendo que um novo confronto incendiou os alojamentos e escritórios. Eles carregavam malas e mochilas, dizendo que não havia mais nenhum alojamento ou escritório em pé. Os trabalhadores que deixaram a obra bloquearam a rodovia BR-364, em frente ao acesso ao canteiro de obras, com paus e pedras. Um colchão foi incendiado no local. Após o movimento, reivindicam também transporte para chegar a Porto Velho, a cerca de 150 km da usina. 
Em 7 de abril, o consórcio Energia Sustentável do Brasil informou que concordara em atender a mesma pauta trabalhista negociada na usina de Santo Antônio, onde os trabalhadores também haviam parado a construção. Era aguardada a liberação do canteiro pelos fiscais do Ministério do Trabalho. O consórcio informou também que as revoltas dos trabalhadores atrasariam o cronograma da obra de Jirau em seis meses. O início da geração de energia estava previsto para março de 2012. Mesmo com esse atraso, o consórcio informou que a obra seria concluída antes do prazo previsto no edital (janeiro de 2013). O ministro Gilberto Carvalho, da Secretaria-Geral da Presidência, durante reunião com centrais sindicais e representantes de empresas, apontou falhas na obra e na estrutura urbana próxima ao canteiro. 

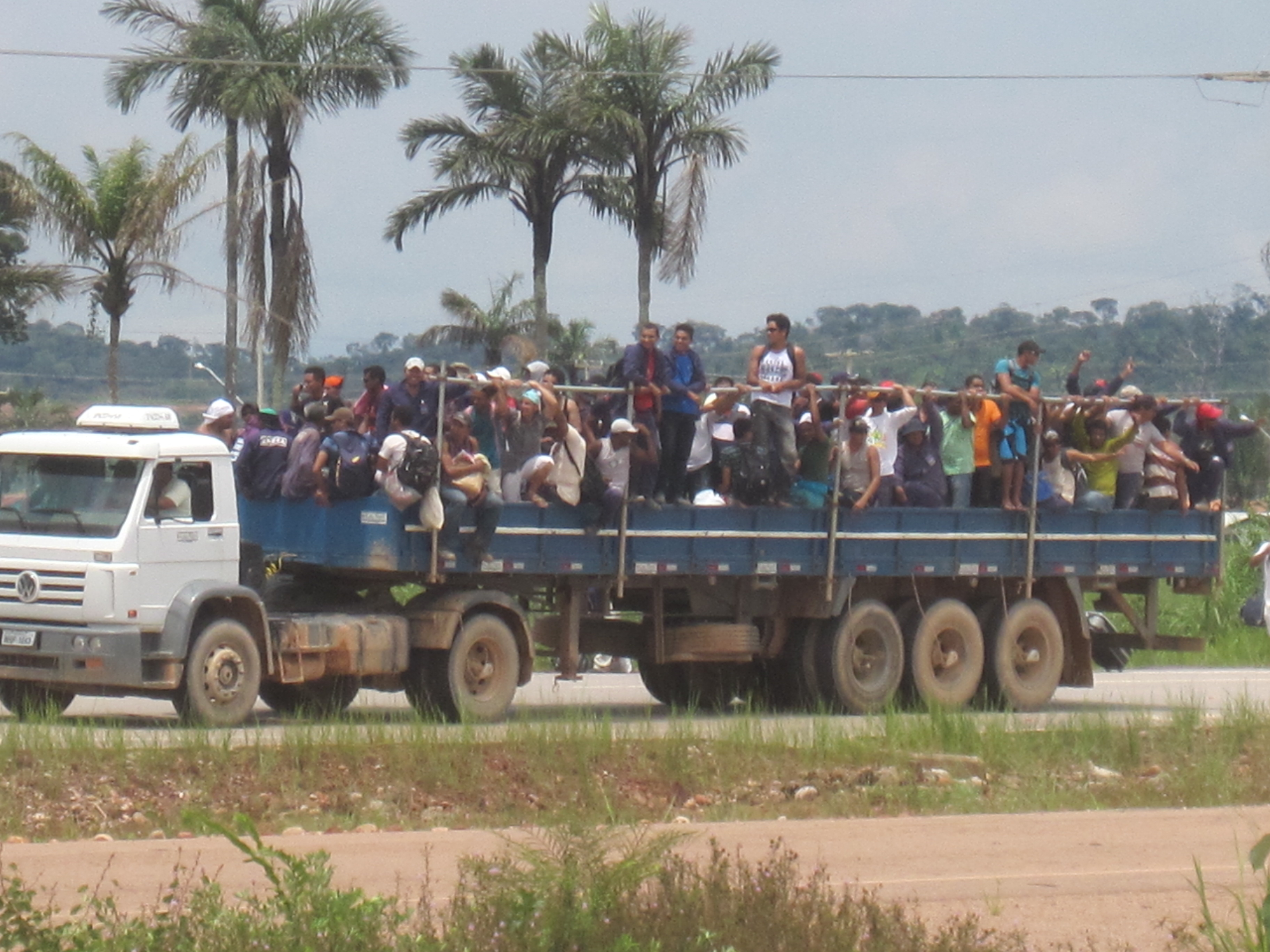
Funcionarios fugindo da obra

Em 11 de abril, o ministro do Trabalho, Carlos Lupi, visitou os canteiros de obras das hidrelétricas de Santo Antônio e Jirau, para conhecer as condições de trabalho e alojamento. Na mesma data, a obra de Jirau foi reiniciada. Diretores do consórcio avisaram que seriam demitidos 6 mil dos 25 mil trabalhadores empregados nas primeiras fases da obra. 
Em 14 de abril, o ministro  Lupi declarou que, após negociações conduzidas pelo governo, o ambiente nos canteiros de obras das usinas estava "pacificado". Explicou que as empresas, no intuito de antecipar a conclusão da obra em oito meses a um ano, contrataram um número muito elevado de trabalhadores, gerando dificuldades na administração da construção e conflitos nos canteiros — tanto Jirau quanto em Santo Antônio. No entanto, o governo, segundo o ministro, queria que se cumprisse o cronograma exatamente. Carlos Lupi disse que, após a revolta, cerca de oito mil  trabalhadores de Jirau tinham retornado aos seus estados de origem e não voltariam à obra. Disse também que o governo planejava a criação de um marco regulatório para grandes obras. 